# HBW Balingen-Weilstetten
HBW Balingen-Weilstetten är en handbollsklubb från Balingen i Tyskland, som spelar i Handball-Bundesliga och har Sparkassen-Arena som sin hemmaarena. HBW grundades 2002 efter en sammanslagning av klubbarna TSG Balingen och TV Weilstetten. 2006 avancerade laget till den högsta handbollsligan i Tyskland. 

## Spelartrupp
| Nr | Land      | Pos | Namn                 |
| -- | --------- | --- | -------------------- |
| 1  | Slovakien | MV  | Miloš Putera         |
| 12 | Tyskland  | MV  | Paul Bar             |
| 16 | Tyskland  | MV  | Matthias Puhle       |
| 16 | Tyskland  | MV  | Nikolas Katsigiannis |
| 3  | Tyskland  | V9  | Felix König          |
| 4  | Tyskland  | M6  | Christoph Foth       |
| 5  | Tyskland  | M9  | Benjamin Herth       |
| 7  | Kroatien  | M9  | Mario Vuglač         |
| 8  | Serbien   | H6  | Dragan Tubić         |
| 9  | Tyskland  | V6  | Frank Ettwein        |

| Nr | Land      | Pos | Namn                 |
| -- | --------- | --- | -------------------- |
| 10 | Österrike | V9  | Roland Schlinger     |
| 11 | Tyskland  | M6  | Wolfgang Strobel     |
| 13 | Tyskland  | M6  | Christoph Theuerkauf |
| 14 | Serbien   | V9  | Krsto Milošević      |
| 15 | Tyskland  | V9  | Daniel Wessig        |
| 17 | Tyskland  | H6  | Kai Häfner           |
| 20 | Tyskland  | V9  | Sascha Ilitschl      |
| 21 | Tyskland  | H6  | Florian Billek       |
| 22 | Tyskland  | V9  | Fabian Gutbrod       |
| 24 | Schweiz   | V6  | Manuel Liniger       |